# Bergues
Bergues é uma comuna francesa na região administrativa de Altos da França, no departamento do Norte. Estende-se por uma área de 1.32 km². Em 2010 a comuna tinha 3 682 habitantes (densidade: 2 789,4 hab./km²).